# Jon Brockman
Jonathan Rodney Brockman (ur. 20 marca 1987 w Snohomish) – amerykański koszykarz, występujący na pozycji silnego skrzydłowego.
W 2005 wystąpił w meczach wschodzących gwiazd szkół średnich – McDonald’s All-American, Nike Hoop Summit, Jordan Classic. Został też wybrany najlepszym zawodnikiem szkół średnich stanu Waszyngton (Washington Gatorade Player of the Year, Washington Mr. Basketball) oraz zaliczony do II składu Parade All-American i III składu USA Today's All-USA.
Przez lata występował w letniej lidze NBA. Reprezentował Sacramento Kings (2009), New Orleans Pelicans (2013), Los Angeles Clippers (2015).

## Osiągnięcia
Na podstawie, o ile nie zaznaczono inaczej.
NCAA
- Uczestnik rozgrywek:
  - Sweet 16 turnieju NCAA (2006)
  - II rundy turnieju NCAA (2006, 2009)
  - turnieju Portsmouth Invitational Tournament (2009)
- Mistrz sezonu regularnego Pac-10 (2009)
- Laureat nagrody – Chip Hilton Player of the Year (2009)[3]
- Zaliczony do:
  - I składu:
    - Pac-10 (2007, 2009)
    - najlepszych pierwszorocznych zawodników Pac-10 (2006)
    - turnieju:
      - CBE Classic Sprint Subregional (2009)
      - Portsmouth Invitational Tournament (2009)

  - II składu Pac-10 (2008)

Drużynowe
- Uczestnik rozgrywek Eurocup (2013/2014, 2015/2016)

Indywidualne
- Lider w zbiórkach:
  - francuskiej ligi Pro A (2013)
  - ligi niemieckiej (2015, 2016)